# Silvio Diliberto
Silvio Diliberto (Rotterdam, 16 december 1963) is een voormalig Nederlands voetballer en Americanfootballspeler. Hij heeft een Italiaanse vader en Nederlandse moeder.
Diliberto begon zijn voetballoopbaan als middenvelder bij Sparta Rotterdam in het seizoen 1981/82. In 1987 ging hij naar Roda JC waar hij tot 1992 zou spelen. Hierna deed hij een stap terug naar de amateurs van FC Vinkenslag. Een jaar later werd hij wederom prof bij Haarlem. Hij besloot zijn loopbaan na 237 wedstrijden en 12 doelpunten bij Eindhoven in 1996.
In 1997 keerde hij terug als profsporter bij de Amsterdam Admirals in de NFL Europe als opvolger van Hans Werdekker. Hij speelde als kicker tot 2004. 
Diliberto werd voetbaltrainer bij onder andere Hermes DVS, CVV Zwervers, Germania Teveren, Groene Ster. Van 2009 tot 2012 trainde hij in Qatar Muaither SC en vervolgens werd hij tot eind 2014 hoofdtrainer van Al-Shamal uit Qatar waarmee hij in het seizoen 2013/14 kampioen werd. Medio 2016 werd hij aangesteld als trainer bij Al-Markhiya SC waarmee hij promoveerde. In oktober 2017 werd hij voor de tweede keer aangesteld als trainer van Al-Shamal tot medio 2018.

## Clubs
- 1981/87:  Sparta Rotterdam
- 1987/92:  Roda JC
- 1992/93:  FC Vinkenslag (amateurs)
- 1993/94:  Haarlem
- 1994/96:  Eindhoven

- 1997/2004:  Amsterdam Admirals (American Football)